# Aeródromo de Calilegua
El Aeródromo de Calilegua (OACI: SA24) es un aeropuerto ubicado 2 km al sudeste de la localidad de Calilegua y a 5 km al noreste de la ciudad de Libertador General San Martín, Provincia de Jujuy, Argentina.